# Vardagsspråk
Vardagsspråk är språk som brukas till vardags ofta privata samtal människor emellan, och som sällan innehåller facktermer och avancerad meningsbyggnad. Det vardagliga talet kännetecknas av lättsamma och oprecisa formuleringar. Vardagligt tal får ej förväxlas med dialekter eller slang och vändningar från det inte med ordspråk eller talesätt.   
Betrakta nedanstående exempel på vardagligt tal
- Nej, tänk om en annan skulle ta och tänka på refrängen
- Rätt vad det är så sitter man där i klistret
- Tänkte lätta upp stämningen lite